# Procesión nupcial en Hardanger
Procesión nupcial en Hardanger es una de las pinturas más conocidas de la historia del arte en Noruega. Fue realizada en 1848 por Adolph Tidemand y Hans Gude. El tamaño del cuadro es de 93 x 130 cm, y se conserva en el Museo Nacional de Arte, Arquitectura y Diseño de Noruega en Oslo. Es un ejemplo típico de un trabajo en colaboración, en el que Gude pintó los paisajes y Tidemand los personajes.
Procesión nupcial en Hardanger es una obra maestra del nacionalismo romántico en Noruega. En él se conjugan los elementos románticos de fantasía, sentimiento y naturaleza con el joven nacionalismo noruego. Una procesión nupcial recorre en botes un fiordo después de la boda. Los novios van sentados en la primera embarcación; detrás de ésta, a lo lejos, se distinguen otras embarcaciones con los invitados de la boda. Los tripulantes van ataviados con trajes típicos (bunad); la novia va coronada y el novio es quizás el hombre que saluda con el sombrero. En la proa se observa a un músico y a un hombre armado con un fusil, a punto de lanzar un disparo al aire en señal de saludo. El paisaje de alrededor muestra un hermoso día soleado de verano, altas y escarpadas montañas con árboles verdes y el fiordo de aguas cristalinas y brillantes. La naturaleza de Hardanger es dramática, y las oscuras montañas contrastan con el fiordo, iluminado por los rayos del sol.
El cuadro fue elaborado por encargo del Teatro de Cristianía, con ocasión de una velada cultural en 1849 donde un grupo teatral, vestido de trajes típicos y a bordo de una embarcación, interpretaba una canción de Andreas Munch con música de Halfdan Kjerulf, y el cuadro servía de escenografía.